# Аварійна команда (фільм)
«Аварійна команда» (англ. Emergency Squad) — американський кримінальна драма режисера Едварда Дмитрика 1940 року.

## Сюжет
Амбіційний газетний репортер висвітлює діяльність свого знайомого з міської аварійної команди, яка покликана розбиратися зі всіма несподіваними форс-мажорами.

## У ролях
- Вільям Генрі — Пітер Бартон
- Луїз Кемпбелл — Бетті Брайант
- Річард Деннінг — Ден Бартон
- Роберт Пейдж — Честер «Честі» Міллер
- Ентоні Квінн — Нік Буллер
- Джон Мільян — Слейд Вілі
- Джон Марстон — лейтенант Мердок
- Джозеф Крехан — Х. Тайлер Джойс, редактор